# Empresa Brasileira de Participações em Energia Nuclear e Binacional
A Empresa Brasileira de Participações em Energia Nuclear e Binacional (ENBPar) é uma empresa pública, de capital fechado, sob a forma de sociedade por ações, controlada pela União através do Ministério de Minas e Energia.
A autorização para sua criação se deu por meio da lei 14.182/2021 e a criação pelo decreto n° 10.791, de 10 de setembro de 2021.

## História
A ENBPar foi criada com o objetivo de assumir as atividades da Eletrobras que não podiam ser privatizadas, como as empresas Itaipu Binacional e Eletronuclear (Usinas Angra 1, 2 e 3) e a gestão de políticas públicas, nos termos da lei 14.182/2021, que dispôs sobre a privatização da Eletrobras.
A empresa também será responsável por bens da União sob administração da Eletrobras (BUSA) e contratos do Fundo Reserva Global de Reversão (RGR), assinados antes de 17 de novembro de 2016, que estavam sob a administração da Eletrobras (reversão, encampação, expansão e melhoria dos serviços públicos de energia elétrica).
Entre as políticas públicas que ficarão a cargo da ENBPar estão a universalização de energia elétrica (Luz para Todos), Mais Luz para a Amazônia, contratos do Programa de Incentivo às Fontes Alternativas de Energia Elétrica (Proinfra) e ações do Programa Nacional de Conservação de Energia Elétrica (Procel).

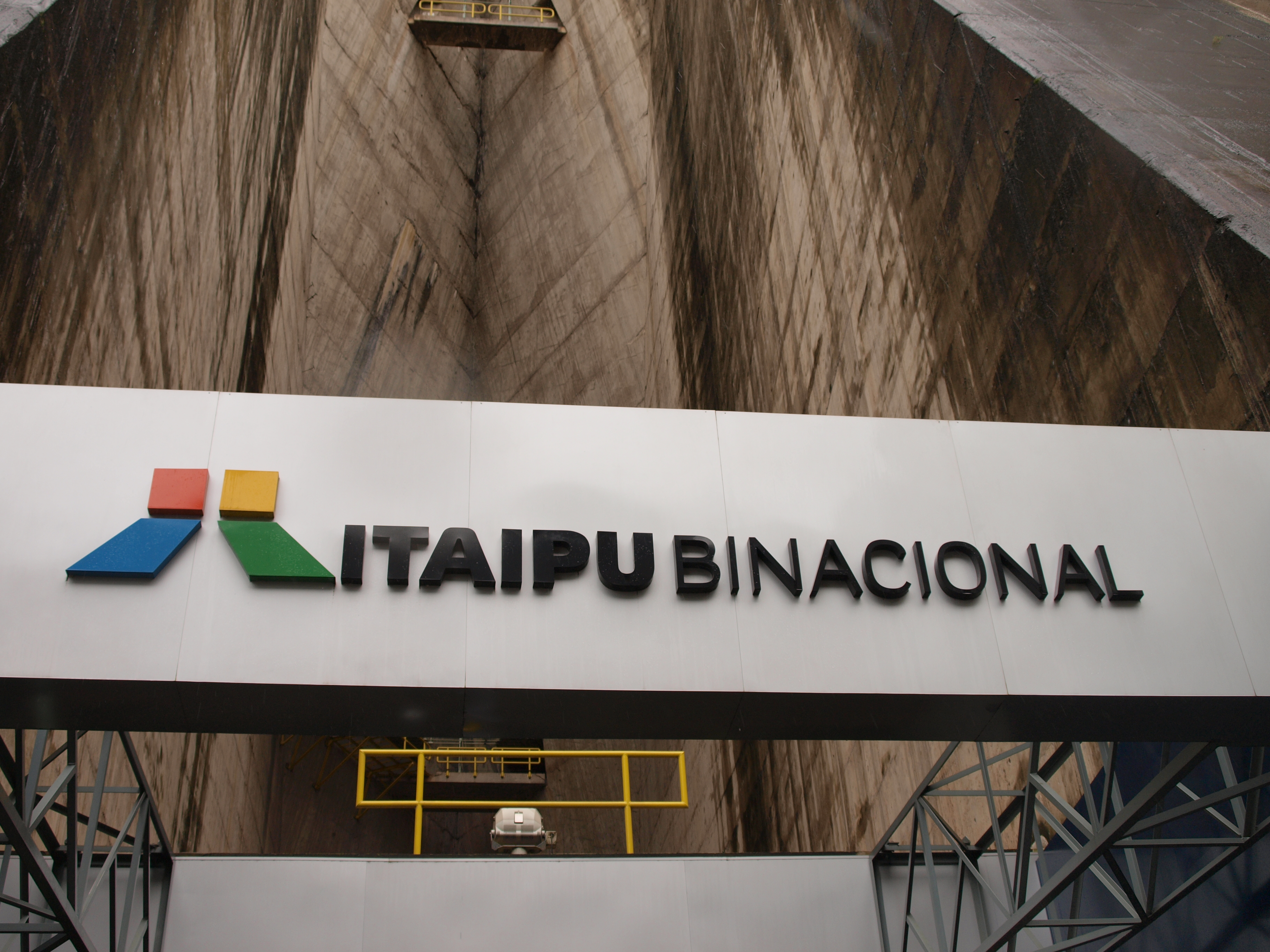
Usina Hidrelétrica de Itaipu

Em 14 de junho de 2022, foram vendidas 802,1 milhões de ações da Eletrobras, com um preço base de R$ 42, em uma operação que movimentou R$ 33,7 bilhões. Com isso, a participação da União no capital votante da estatal foi reduzida de 68,6% para 40,3%.
Após a privatização da Eletrobras, a ENBpar aportou R$ 3,5 bilhões na Eletronuclear, o que reduziu a participação da Eletrobras para 35,9% do capital votante da Eletronuclear.
Em outubro de 2022, foi aprovado em assembleia geral dos acionistas  o aumento de capital social da Empresa Brasileira de Participações em Energia Nuclear e Binacional por meio do aporte de todas as ações que a União detém no capital da Indústrias Nucleares do Brasil. Com essa operação, a ENBPar assumiu o controle acionário da INB, deixando de ser uma estatal dependente de recursos do Tesouro Nacional.

## Possível capitalização
O governo do presidente Jair Bolsonaro informou em 05/07 que encaminhou ao Congresso um projeto de lei com o objetivo de viabilizar a capitalização inicial da ENBPar, estatal criada no processo de privatização da Eletrobras para ser controladora da usina de Itaipu Binacional e dos ativos nucleares da Eletronuclear. Segundo comunicado, o projeto de lei prevê a abertura de crédito especial ao Orçamento Fiscal da União no valor de R$ 1,2 bilhão em favor do Ministério de Minas e Energia. 
De acordo com o governo, esse projeto de lei não afeta as metas de resultado primário, dado que haverá o remanejamento entre despesas primárias obrigatórias, não alterando o montante destas para o corrente exercício. O governo sustentou ainda que o projeto de lei é compatível com a “Regra de Ouro”, bem como com o “Novo Regime Fiscal”.

## Empresas
A ENBPar é terceira maior empresa de geração de energia no Brasil em capacidade instalada, sendo a maior empresa pública do setor. A companhia representa 5,1% da capacidade instalada no país.

### Itaipu Binacional

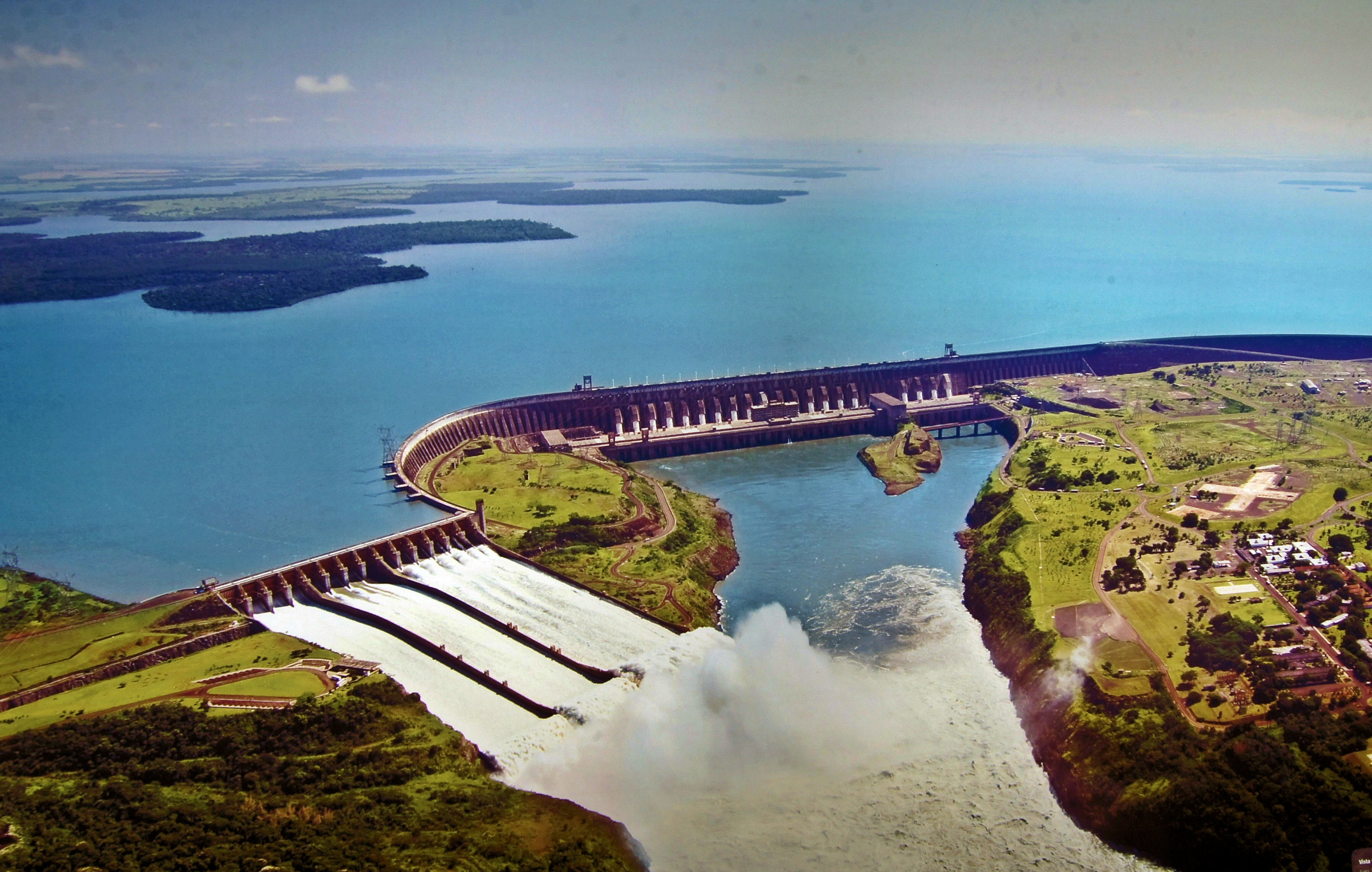
Imagem aérea da Usina de Itaipu.

A Itaipu Binacionalː é uma entidade binacional constituída pelo Tratado de Itaipu, celebrado em 1973, para a operação da usina hidrelétrica. Seu aspecto de empresa jurídica de direito privado binacional deve-se às ordens jurídicas de ambos os países às quais está submetida. A ENBPar é o agente comercializador da energia da usina.
Os países possuem a mesma participação na entidade: a ENBPar possui 50% e a Administração Nacional de Eletricidade (Administración Nacional de Eletricidad, ANDE) com os outros 50%, representando o Brasil e o Paraguai respectivamente. Ambos indicam paritariamente os doze membros do Conselho de Administração. Dos seis membros de indicação brasileira, um é da ENBPar e outro do Ministério das Relações Exteriores. O Conselho elege a Diretoria Executiva também de forma paritária.
- Usina Hidrelétrica de Itaipu, Rio Paraná, 14.000 MW -  Paraná (50%)

### Eletronuclear

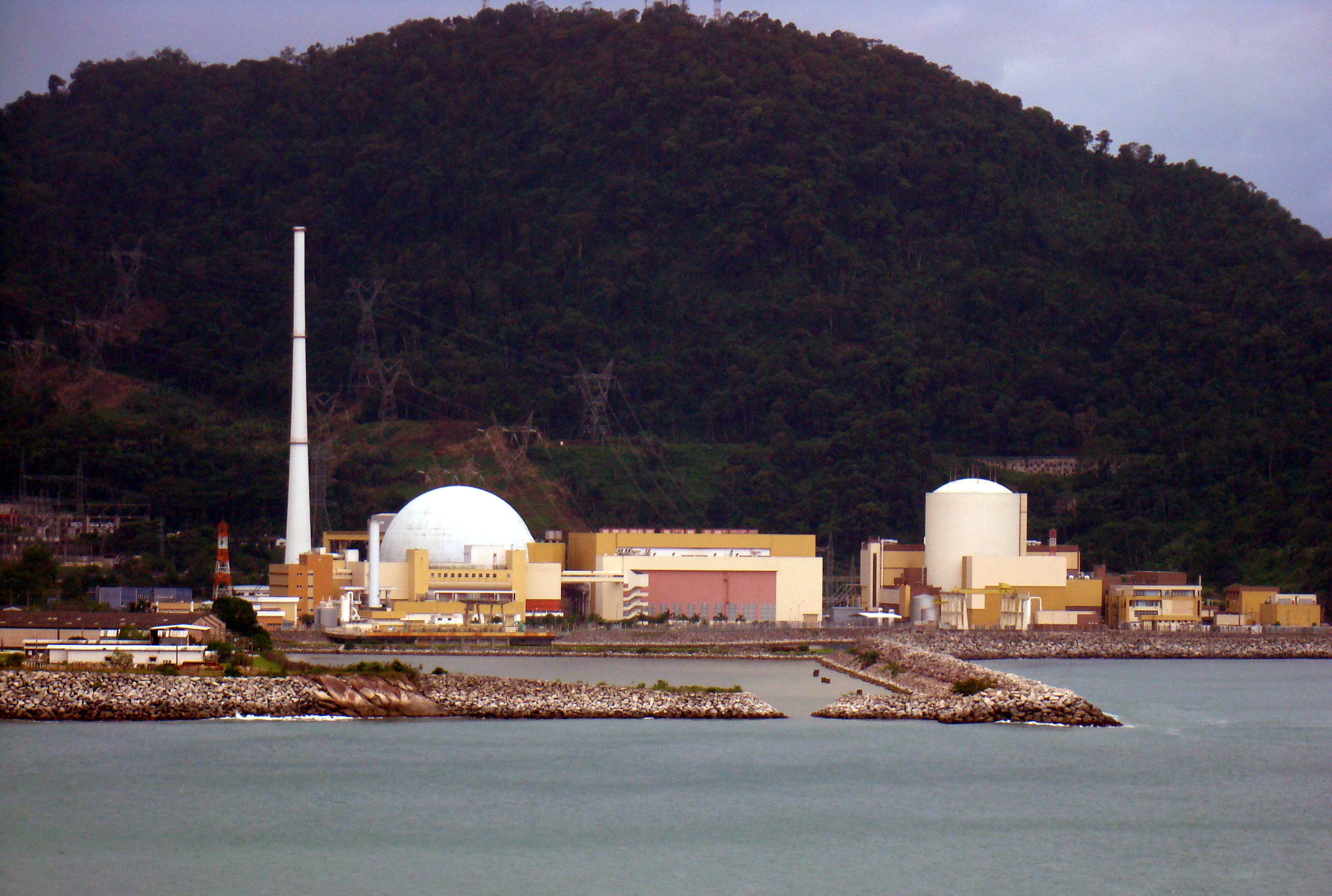
Central Nuclear Almirante Álvaro Alberto em Angra dos Reis

A Eletronuclear é uma sociedade de economia mista criada em 1997 com a finalidade de operar e construir usinas termonucleares no Brasil. Atualmente, opera a Central Nuclear Almirante Álvaro Alberto (CNAAA) é o complexo formado pelo conjunto das usinas nucleares Angra 1, Angra 2 e Angra 3 (em construção). A ENBPar detém 64,10% das ações ordinárias.
As usinas nucleares da Eletronuclear sãoː
- Usina Nuclear Angra 1, 657 MW -  Rio de Janeiro
- Usina Nuclear Angra 2, 1350 MW -  Rio de Janeiro
- Usina Nuclear Angra 3, 1405 MW -  Rio de Janeiro (em construção, conclusão prevista: 2026)

### Indústrias Nucleares do Brasil
A Indústrias Nucleares do Brasil (INB) é uma empresa pública brasileira vinculada à Comissão Nacional de Energia Nuclear (CNEN), com unidades nos estados São Paulo, Bahia, Ceará, Minas Gerais e Rio de Janeiro.
O tratamento físico dos minerais pesados com a prospecção e pesquisa, lavra, industrialização e comercialização das areias monazíticas e obtenção de terras-raras são atividades que competem à INB. É ainda responsável pela exploração do urânio, desde a mineração e o beneficiamento primário até a produção e montagem dos elementos combustíveis que acionam os reatores de usinas nucleares. A totalidade dessas atividades compõe o Ciclo do Combustível Nuclear.
A INB possui as seguintes unidadesː
- INB Rio de Janeiro (RJ) — Sede
- INB São Paulo (SP) — Unidade Usina Interlagos
- INB Caetité (BA) — Unidade de Concentrado de Urânio
- INB Santa Quitéria (CE) — Consórcio Santa Quitéria
- INB Caldas (MG) — Unidade de Tratamento de Minérios
- INB Resende (RJ) — Fábrica de Combustível Nuclear (FCN)
- INB Buena (RJ) — Unidade de Minerais Pesados (UMP)

## Programas setoriais e BUSA

### Procel

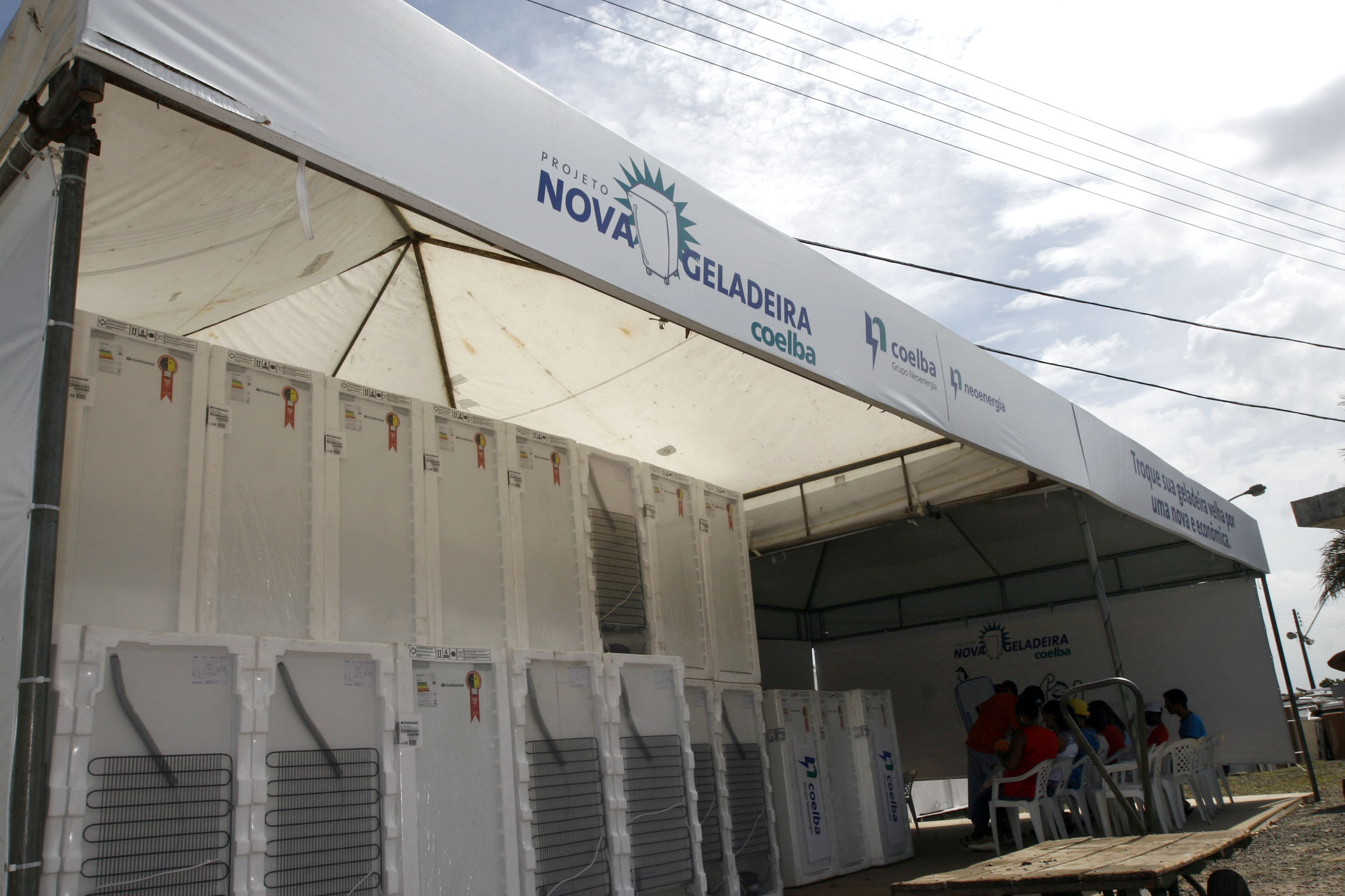
Ação de entrega de geladeiras com o Selo Procel

O Programa Nacional de Conservação de Energia Elétrica (Procel) foi instituído pela Portaria Interministerial n° 1.877, em 30 de dezembro de 1985, e tem como objetivo a promoção do uso eficiente da energia elétrica e o combate ao seu desperdício. É um programa do Governo Federal, sob coordenação do Ministério de Minas e Energia e executado pela ENBPar.
Entre os objetivos do programa determinados pela Decreto nº 9.863, de 27 de junho de 2019 estãoː aumentar a competitividade do país; postergar investimentos no setor elétrico; e reduzir a emissão de gases de efeito estufa.
O Plano Anual de Aplicação de Recursos (PAR Procel) tem o objetivo  de nortear a utilização dos recursos financeiros que serão destinados a projetos de eficiência energética, a serem desenvolvidos no âmbito do Procel. O PAR Procel é elaborado e aprovado, após processo de consulta pública, por representantes do governo e agentes do setor energético nacional. 
A governança do programa é executada pelo Comitê Gestor de Eficiência Energética (CGEE) que recebe e aprova o PAR Procel, além de acompanhar a execução das ações definidas pelo Comitê e as contas do Programa. O CGEE é composto por órgãos e entidades de referência da áreaː o Ministério de Minas e Energia (MME), o Ministério de Ciência, Tecnologia e Inovação (MCTI), a Agência Nacional de Energia Elétrica (ANEEL), a Confederação Nacional da Indústria (CNI), a Associação Brasileira de Distribuidores de Energia Elétrica (ABRADEE) e a Associação Brasileira de Grandes Consumidores Industriais de Energia e de Consumidores Livres (ABRACE). 
A aprovação do PAR Procel e da prestação de contas do ciclo anterior são apresentados anualmente em audiência pública realizada pela ANEEL, de forma a garantir a transparência do processo e a participação da sociedade.
A atuação do Procel está em diversas áreas, como equipamentos, edificações, iluminação pública, poder público, indústria e comércio, conhecimento, dentre outras, apoiando-se em uma ampla rede de parceiros em todo o país. O Selo Procel de Economia de Energia identifica os equipamentos e eletrodomésticos mais eficientes, o orienta os consumidores no momento da compra e induz o desenvolvimento e o aprimoramento tecnológico dos produtos disponíveis no mercado.
Em 2022 a economia de energia obtida com as ações do Procel alcançou 22,10 bilhões de kWh, o equivalente a 4,35% do consumo anual do país, o suficiente para abastecer uma cidade de 11,16 milhões de residências durante um ano, evitando um custo de R$ 4,14 bilhões. A economia também possibilitou que 942 mil toneladas de CO₂ em emissões fossem evitadas, contribuindo para a descarbonização.

### Proinfa
O Programa de Incentivo às Fontes Alternativas de Energia Elétrica (Proinfa) foi criado por meio da Lei nº 10.438/2002, com o objetivo de aumentar a participação das fontes renováveis na Matriz Energética Brasileira, como a eólica, a biomassa e a pequena central hidrelétrica (PCH) por empreendimento de Produtores Independentes Autônomos (PIA).
A ENBPar é responsável pela gestão dos contratos de comercialização de energia do Proinfa, pela arrecadação das quotas de custeio, pela elaboração do Plano Anual do Proinfa (PAP), pela gestão da Conta Proinfa, dentre outras atividades relacionadas à comercialização de energia do Programa. 
Em 2023, o Proinfa tinha 2.975 MW em potência instalada distribuída em 131 usinas de energia, dos quais 60 usinas PCHs (1.159 MW), 19 usinas de biomassa (533 MW) e 52 usinas eólicas (1.283 MW). Em 2022, o programa gerou cerca de 11,2 milhões de MWh.

### Luz para todos

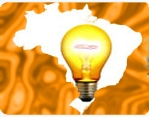
Logo do programa Luz para Todos

O Programa Nacional de Universalização do Acesso e Uso da Energia Elétrica – “Luz para Todos” foi instituído por meio do Decreto nº 4.873/2003 pelo Governo Federal com o objetivo de  promover a universalização da energia elétrica no Brasil.
O Luz para Todos é coordenado pelo Ministério de Minas e Energia e sua gestão foi transferida da Eletrobras para a ENBPar em junho de 2024, conforme Portaria nº 703/GM/MME, de 2023. 
De acordo com o Censo de 2000 do Instituto Brasileiro de Geografia e Estatística (IBGE), naquele ano existiam dois milhões de domicílios rurais não atendidos pela prestação dos serviços de energia elétrica, o que foi estabelecido como meta original do programa. Até 2023, foram investidos R$ 24,3 bilhões no programa, conectando 3,6 milhões de residências, beneficiando cerca de 17 milhões de pessoas. 

### Bens da União Sob Administração (BUSA)
Os Bens da União Sob Administração (BUSA) são bens e instalações encampados e desapropriados com recursos da Reserva Global de Reversão (RGR). Este bens ficarão integrados à mesma conta como patrimônio da União em regime especial de utilização no serviço público de energia elétrica, sob a administração da ENBPar.
Os bens servíveis, utilizados na produção, na transmissão e na distribuição de energia elétrica estão transferidos sem ônus à administração das concessionárias, permissionárias ou autorizadas do setor elétrico, incumbidas pelo Decreto-lei n°1.383 de 26 de dezembro de 1974, do registro, conservação e gestão dos mencionados bens.
O Decreto-lei n° 1.383/1974 ainda prevê outras formas de destinação, como a transferência à gestão da Secretaria de Coordenação e Governança do Patrimônio da União da Secretaria Especial de Desestatização, Desinvestimento e Mercados do Ministério da Economia, que neste caso sucederá a ENBPar nos contratos; ou a alienação dos bens não utilizados na produção, na transmissão e na distribuição de energia elétrica, desde que haja autorização da Aneel e com o preenchimento dos requisitos legais.
Em 2023, havia 2016 bens sob administração da ENBPar, como imóveis, linhas de transmissão e distribuição, subestações, usinas e geradores.

### Reserva Global de Reversão (RGR)
A Reserva Global de Reversão (RGR) foi criada pelo Decreto nº 41.019/1957 e é um encargo do setor elétrico pago mensalmente pelos geradores, transmissões e distribuidores de energia.
Inicialmente, a RGR tinha a finalidade de constituir um fundo para cobertura de gastos da União com indenização de eventuais reversões de concessões vinculadas ao serviço de energia elétrica. Com o tempo, foi ampliada a cobertura da RGR, que passou a ser usada em projetos de geração, transmissão, distribuição, eficiência energética, iluminação pública e universalização do acesso à energia elétrica.
A Reserva Global de Reversão é usada como fonte de financiamento do programa Luz para Todos e do Programa Nacional de Conservação de Energia Elétrica (Procel).
Os contratos da Reserva Global de Reversão (RGR) firmados antes de 17 de novembro de 2016 passaram a ser administrados pela ENBPar. 